# Фенюк, Борис Константинович
Борис Константинович Фенюк (26 августа 1902 — 22 июля 1969) — профессор Всесоюзного научно-исследовательского противочумного института «Микроб», заслуженный деятель науки РСФСР (1963).

## Научная биография
В 1935 году Борис Константинович Фенюк возглавил кафедру зоологии позвоночных биологического факультета Саратовского Государственного Университета и руководил ею до 1944 года. Он приложил немало усилий, пополняя Зоологический музей экспонатами региональной фауны. Опубликовал 86 научных работ, главным образом, об экологии грызунов, в том числе с оценкой влияния хозяйственной деятельности человека на численность мышевидных грызунов и сусликов.
В 1951 году — лауреат Сталинской премии 3-й степени (50 тыс. руб.) за разработку и внедрение в практику нового метода борьбы с грызунами — переносчиками болезней. Часть денежной премии он передал своей супруге — Вере Александровне Артисевич — на строительство Научной библиотеки университета.
Монография «Перспективы борьбы с чумой в будущем» (1968) вышла отдельной книгой на английском языке, изданной Всемирной организацией здравоохранения.
Б. К. Фенюк свободно владел немецким языком, разговаривал на нём и переводил, хорошо знал латынь, широко использовал литературу на английском и французском языках.

## Семья
Жена — Вера Александровна Артисевич (годы супружества 1934—1969) — директор Зональной научной библиотеки Саратовского государственного университета (ЗНБ СГУ).
Сын — Александр Борисович Фенюк — кандидат физико-математических наук, зав. лабораторией, главный инженер в Институте физики высоких энергий (на 2008 год)
Внук — Борис Александрович Фенюк — биолог.